# Michaľany
Michaľany jsou obec na Slovensku. Nacházejí se v Košickém kraji, v okrese Trebišov.
Obec o rozloze 8,15 km² se nachází v nadmořské výšce 192 m. K 31. 12. 2011 v obci žilo 1943 obyvatel. První písemná zmínka o obci je z roku 1273.

## Obyvatelstvo
Národnostní složení je 95% Slováků, 3% Romové 2% Maďarů.